# 顾仲彝
顾仲彝（1903年—1965年），原名顾德隆，浙江余姚朗霞镇人，生于浙江嘉兴，中国教育家、剧作家、导演、编剧。

## 生平
1916年，入读浙江省立第二中学。1920年考入南京高等师范学校（1921年改为国立东南大学）英文系，1924年毕业于东南大学。1923年，开始从事文学创作。
曾任上海商务印书馆编译。历任暨南大学、复旦大学及中国公学讲师、教授，外文系主任。任上海戏剧实验学校（上海戏剧学院前身）校长。
1947年春，与陈望道等人组建“上海地区大学教授联谊会”，任联谊会筹备会主任。
赴香港，担任香港永华影片公司编剧，曾任香港文协监事。
1949年，赴北京，参加中华全国文学艺术界会议。历任戏剧学院教授兼外国戏剧教研室主任，上海市文化局电影事业管理处副处长、艺术处副处长，上海电影工作者协会副主席，上海市文联理事，上海市政协委员，中国戏剧家协会理事等职。1952年，加入中国作家协会。曾任《辞海》编委及分科主编。1965年，于上海逝世。

## 作品

### 理论著作
- 《编剧理论与技巧》

### 剧作
- 《孤岛男女》
- 《梁红玉》
- 《八仙外传》
- 《红楼梦》
- 《生财有道》
- 《人之初》
- 《水仙花》
- 《恋爱与阴谋》

### 译著
- 《英美独幕剧选》
- 《哈代短篇小说选》
- 《人生小讽刺》
- 《乐园之死》
- 《希腊一瞥》
- 莎士比亚之《威尼斯商人》

### 改编
- 《三千金》

### 参与制片
- 《金银世界》（1939年），任编剧
- 《重见光明》（1942年），任编剧

### 导演
- 《秋海棠》